# Flavien d'Antioche
Pour les articles homonymes, voir Flavien et Saint-Flavien.
Flavien d'Antioche fut patriarche d'Antioche de 381 à 404. Il est également un saint chrétien. L'Église orthodoxe le fête le 27 septembre.

## Biographie
Son élection du vivant de son prédécesseur fit naître dans l'Église de Syrie un schisme qui ne fut éteint que sous Innocent Ier. Flavien plaida auprès de Théodose Ier en faveur des habitants de sa métropole, qui, dans une sédition, avaient renversé les statues de l'empereur et de l'impératrice, et il obtint leur grâce. Saint Jean Chrysostome a conservé le discours qu'il prononça à cette occasion.
Flavien mourut en 404.

## Écrits
- Clavis Patrum Græcorum 3430-3436.

## Source
Cet article comprend des extraits du Dictionnaire Bouillet. Il est possible de supprimer cette indication, si le texte reflète le savoir actuel sur ce thème, si les sources sont citées, s'il satisfait aux exigences linguistiques actuelles et s'il ne contient pas de propos qui vont à l'encontre des règles de neutralité de Wikipédia.